# 68 Leto
68 Leto är en asteroid upptäckt 29 april 1861 av den tyske astronomen R. Luther i Düsseldorf. Asteroiden har fått sitt namn efter Leto, inom den grekiska mytologin en av Zeus älskarinnor.